# 붉은등우단털파리
붉은등우단털파리(학명: Plecia longiforceps)는 털파리과 우단털파리속에 딸린 곤충이다. 암수가 오랫동안 교미를 위해 붙어 있기에 ‘러브버그’로도 불린다.

## 특징
붉은등우단털파리의 몸길이는 최대 6.5cm에 이른다. 더듬이의 경우, 수컷은 9개의 마디로 구성되는 반면 암컷은 11마디이다. 가슴 등판과 가슴 옆면 일부는 주홍색, 암갈색 등 붉은색 계열의 색 변이가 있다. 가운뎃가슴 등판은 주름이 세로로 뚜렷하게 파여있다. 날개는 갈색을 띠는데, 날개의 길이는 수컷의 경우 최대 7cm, 암컷은 최대 10cm이다. 다리의 색은 암갈색, 검은색 등 어두운 색 계열을 띤다. 수컷 뒷다리의 제1발목마디는 폭보다 6~7배 길다. 수컷의 배에 있는 제9등판의 앞부분 중앙은 막질이며 뒷부분은 깊게 갈라지고 제9배판의 양 옆은 뒤로 길게 뻗어나와 있어 집게 모양을 띤다. 생식꼬리돌기가 둥글게 말려 생식기마디 일부와 함께 고리 모양을 이룬다.

## 분포
타이완, 중국 동부, 일본 오키나와에 분포한다.

## 생태

### 서식 환경 및 생활사
붉은등우단털파리의 완전한 생활사는 불분명하다.
1년에 한 번 발생한다. 한 마리 당 300~500여 개의 알을 낳는다. 낙엽이나 썩은 나무 아래의 부식토 속에서 애벌레 상태로 전 생애의 대부분을 보낸다. 유충으로 겨울을 보내며 이듬해 6월에 번데기가 된다. 대한민국의 경우, 성충이 고온다습한 6월 중순부터 7월 초 사이에 집중적으로 출현한다.(중국과 오키나와에서는 성충이 4-5월과 9-10월에 연 2회 발생한다.) 수컷성충의 수명은 평균 35일, 암컷성충은 7일 내외다.

### 습성
유충은 부식토 안에서 최대 수 백 마리가 무리지어 생활하며, 번데기는 우화하기 직전 흙 표면으로 올라온다. 성충은 우화 후 근처 수풀에서 휴식하며, 꽃의 꿀을 빨아먹고, 숲 틈 등 열린 공간에서 무리지어 비행하며 짝을 찾는 습성이 있다.

## 피해
사람이나 농작물, 임업물에 직접적인 피해를 주는 해충이 아닌 '생활불쾌곤충'으로 분류되어 있다. 짝을 이룬 채 비행하며 사람을 무서워 하지 않고 잘 달라붙는 습성을 문제로 보고 있다. 2022년 서울 은평구를 시작으로 경기도 고양 등 수도권 서북부에서 기승을 부렸다.
2025년 6월 29일 인천광역시 계양산 산 정상에서 붉은등우단털파리가 대량발생하였다. 쌓인 숫자는 터무니 없이 많아 큰 삽에 가득 퍼올릴 수 있는 정도였다. 끈끈이를 설치하고 에어건과 물청소를 하며 사체를 치웠지만, 산 정상은 금세 다시 붉은등우단털파들로 뒤덮였다.
7월 초반~중반 사이에 개체가 감소할 것이라고 언론에 보도된 바와 같이, 7월 9일경에는 계양산에서 급격한 감소를 보이고 있다.